# Орр (город, Миннесота)
Орр (англ. Orr) — город в округе Сент-Луис, штат Миннесота, США. На площади 3,5 км² (3,5 км² — суша, водоёмов нет), согласно переписи 2002 года, проживают 249 человек. Плотность населения составляет 71,7 чел./км².
- Телефонный код города — 218%post%
- FIPS-код города — 27-48634[1]
- GNIS-идентификатор — 0662112[2]